# Liste der Bodendenkmale in Rehfelde
In der Liste der Bodendenkmale in Rehfelde sind alle Bodendenkmale der brandenburgischen Gemeinde Rehfelde und ihrer Ortsteile aufgelistet. Grundlage ist die Veröffentlichung der Landesdenkmalliste mit dem Stand vom 31. Dezember 2020.
Die Baudenkmale sind in der Liste der Baudenkmale in Rehfelde aufgeführt.

## Bodendenkmale
| Gemarkung       | Flur | Kurzansprache | Bodendenkmalnummer | Bemerkung | Bild |
| --------------- | ---- | --- | ------------------ | --------- | ---- |
| Rehfelde (Lage) | 5    | Dorfkern Neuzeit, Dorfkern deutsches Mittelalter                                                                      | 60264              |           |      |
| Rehfelde (Lage) | 3    | Siedlung Urgeschichte                                                                                                 | 60806              |           |      |
| Werder (Lage)   | 1    | Dorfkern Neuzeit, Dorfkern deutsches Mittelalter                                                                      | 60038              |           |      |
| Werder (Lage)   | 6    | Siedlung römische Kaiserzeit                                                                                          | 60850              |           |      |
| Werder (Lage)   | 6    | Siedlung Bronzezeit                                                                                                   | 60851              |           |      |
| Zinndorf (Lage) | 1    | Dorfkern Neuzeit, Dorfkern deutsches Mittelalter                                                                      | 60139              |           |      |
| Zinndorf (Lage) | 7    | Siedlung Völkerwanderungszeit, Einzelfund Neolithikum, Rast- und Werkplatz Mesolithikum, Siedlung römische Kaiserzeit | 60726              |           |      |
| Zinndorf (Lage) | 3    | Siedlung Urgeschichte, Siedlung Bronzezeit                                                                            | 60859              |           |      |
| Zinndorf (Lage) | 4, 6 | Siedlung Eisenzeit | 60860              |           |      |
| Zinndorf (Lage) | 3    | Siedlung Eisenzeit | 60861              |           |      |
| Zinndorf (Lage) | 3    | Siedlung Bronzezeit, Siedlung Eisenzeit                                                                               | 60862              |           |      |
| Zinndorf (Lage) | 4, 6 | Siedlung Eisenzeit, Siedlung römische Kaiserzeit                                                                      | 60863              |           |      |